# Campeonato Provincial de Fútbol de Segunda Categoría de Chimborazo 2020
El Campeonato Provincial de Segunda Categoría de Chimborazo 2020 fue un torneo de fútbol en Ecuador en el cual compitieron equipos de la Provincia de Chimborazo. El torneo fue organizado por la Asociación de Fútbol No Aficionado de Chimborazo (AFNACH) y avalado por la Federación Ecuatoriana de Fútbol. El torneo empezó el 12 de septiembre de 2020 y finalizó el 10 de octubre de 2020. Participaron 5 clubes de fútbol y entregó un cupo a los play-offs zonales de la Segunda Categoría 2020 por el ascenso a la Serie B. Por efectos de la pandemia de coronavirus en Ecuador el número de equipos participantes se redujo al igual que las fechas de disputa del torneo se modificaron.

## Sistema de campeonato
El sistema determinado por la Asociación de Fútbol No Aficionado de Chimborazo fue el siguiente:
- Se jugó una etapa única con los 5 equipos establecidos, fue todos contra todos solo partidos de ida (5 fechas), al final el equipo que terminó en primer lugar clasificó a los dieciseisavos de final de Segunda Categoría Nacional 2020 como campeón provincial, además también clasificó a la primera fase de la Copa Ecuador 2021. La única sede del torneo fue el Estadio de Yaruquíes de la ciudad de Riobamba.
- La asociación de Chimborazo recibió un cupo pese a tener cinco equipos participantes debido a la cantidad de equipos afiliados que en las últimas temporadas fue en promedio 5 clubes y no ser favorecido en el sorteo realizado para definir los cupos asignados.

## Equipos participantes
| Equipos participantes           | Equipos participantes | Equipos participantes           |
| ------------------------------- | --------------------- | ------------------------------- |
|                                 |                       |                                 |
| Equipo                          | Ciudad                | Estadio                         |
| Club Estudiantes de La Plata    | Pallatanga            | Estadio Municipal de Pallatanga |
| Club Deportivo Darwin           | Alausí                | Estadio Municipal de Alausí     |
| Club Deportivo Guano            | Guano                 | Estadio Timoteo Machado         |
| Club Social y Deportivo Alianza | Guano                 | Estadio Timoteo Machado         |
| Club Atlético Newell's Old Boys | Chambo                | Estadio Moisés Fierro           |

## Equipos por cantón
| Cantón     | N.º | Equipos                     |
| ---------- | --- | --------------------------- |
| Guano      | 2   | - Deportivo Guano - Alianza |
| Alausí     | 1   | - Darwin                    |
| Pallatanga | 1   | - Estudiantes de La Plata   |
| Chambo     | 1   | - Newell's Old Boys         |

## Clasificación
| Pos. | Equipo                  | Pts. | PJ | G | E | P | GF | GC | Dif. |  |
| ---- | ----------------------- | ---- | -- | - | - | - | -- | -- | ---- |  |
| 1    | Alianza                 | 10   | 4  | 3 | 1 | 0 | 12 | 2  | +10  |  |
| 2    | Deportivo Guano         | 10   | 4  | 3 | 1 | 0 | 10 | 2  | +8   |  |
| 3    | Darwin                  | 4    | 4  | 1 | 1 | 2 | 7  | 7  | 0    |  |
| 4    | Newell's Old Boys       | 2    | 4  | 0 | 2 | 2 | 4  | 8  | −4   |  |
| 5    | Estudiantes de La Plata | 1    | 4  | 0 | 1 | 3 | 2  | 16 | −14  |  |

 Fuente: Aso Chimborazo
Criterios de clasificación: 1) Puntos; 2) Diferencia de goles; 3) Goles marcados; 4) Goles de visitante
|  | Campeón y clasificado a los zonales de Segunda Categoría 2020. |

## Evolución de la clasificación
| Equipo / Jornada        | 01 | 02 | 03 | 04 | 05 |
| ----------------------- | -- | -- | -- | -- | -- |
| Alianza                 | 2  | 2  | 1  | 1  | 1  |
| Deportivo Guano         | 1  | 1  | 2  | 2  | 2  |
| Darwin                  | 4  | 5  | 5  | 3  | 3  |
| Newell's Old Boys       | 5  | 4  | 3  | 4  | 4  |
| Estudiantes de La Plata | 3  | 3  | 4  | 5  | 5  |

## Resultados

### Partidos
| Newell's Old Boys | 0 - 1                   | Deportivo Guano         | Yaruquíes               | 12 de septiembre        | 10:00                   |
| Alianza           | 1 - 0                   | Darwin                  | Yaruquíes               | 12 de septiembre        | 15:30                   |
| Libre:            | Estudiantes de La Plata | Estudiantes de La Plata | Estudiantes de La Plata | Estudiantes de La Plata | Estudiantes de La Plata |

| Deportivo Guano         | 1 - 1  | Alianza           | Yaruquíes | 19 de septiembre | 10:00  |
| Estudiantes de La Plata | 1 - 1  | Newell's Old Boys | Yaruquíes | 19 de septiembre | 15:30  |
| Libre:                  | Darwin | Darwin            | Darwin    | Darwin           | Darwin |

| Alianza | 6 - 0             | Estudiantes de La Plata | Yaruquíes         | 26 de septiembre  | 10:00             |
| Darwin  | 1 - 3             | Deportivo Guano         | Yaruquíes         | 26 de septiembre  | 15:30             |
| Libre:  | Newell's Old Boys | Newell's Old Boys       | Newell's Old Boys | Newell's Old Boys | Newell's Old Boys |

| Estudiantes de La Plata | 1 - 4           | Darwin          | Yaruquíes       | 3 de octubre    | 10:00           |
| Newell's Old Boys       | 1 - 4           | Alianza         | Yaruquíes       | 3 de octubre    | 15:30           |
| Libre:                  | Deportivo Guano | Deportivo Guano | Deportivo Guano | Deportivo Guano | Deportivo Guano |

| Darwin          | 2 - 2   | Newell's Old Boys       | Yaruquíes | 10 de octubre | 10:00   |
| Deportivo Guano | 5 - 0   | Estudiantes de La Plata | Yaruquíes | 10 de octubre | 15:30   |
| Libre:          | Alianza | Alianza                 | Alianza   | Alianza       | Alianza |

### Tabla de resultados cruzados
| Local \ Visitante       | ALI | DAR | GUA | EST | NOB |
| ----------------------- | --- | --- | --- | --- | --- |
| Alianza                 | —   | 1–0 | —   | 6–0 | —   |
| Darwin                  | —   | —   | 1–3 | —   | 2–2 |
| Deportivo Guano         | 1–1 | —   | —   | 5–0 | —   |
| Estudiantes de La Plata | —   | 1–4 | —   | —   | 1–1 |
| Newell's Old Boys       | 1–4 | —   | 0–1 | —   | —   |

### Campeón
|                                                                                        |
| Club Alianza de Guano 4.° título Clasifica a los zonales de la Segunda Categoría 2020. |